# アイナメ
アイナメ（鮎魚女、鮎並、愛魚女、学名: Hexagrammos otakii）は、アイナメ科に分類される魚類の一種。日本～朝鮮半島沿岸の比較的塩分濃度の低い岩礁域に広く生息する底生魚で、食用種。「アブラメ」などの別名も多い。
種小名の otakii は、大瀧圭之介（おおたき けいのすけ：1894年スタンフォード大学卒、帰国後農商務省水産局勤務）への献名。大瀧は本種を記載したD. S. ジョーダンの教え子であり、もう一人の記載者E. C. スタークスの学友に当たり、1年前にスタンフォードを卒業して帰日していた大瀧が東京市内で購入し送ったアイナメ4尾が新種記載に用いられた。こにりより2人は大瀧の名を記念してアイナメの学名を otakii （大瀧の- ）とした。
属名の Hexagrammos は古代ギリシア語の「ἑξα-（hexa-）＝6の-」＋「γράμμα（grámma）＝文字・サイン」で、このグループの側線が6本あるように見えることに因む（実際には5本）。これにより中国名は大瀧六線魚（大泷六线鱼）である。

## 特徴

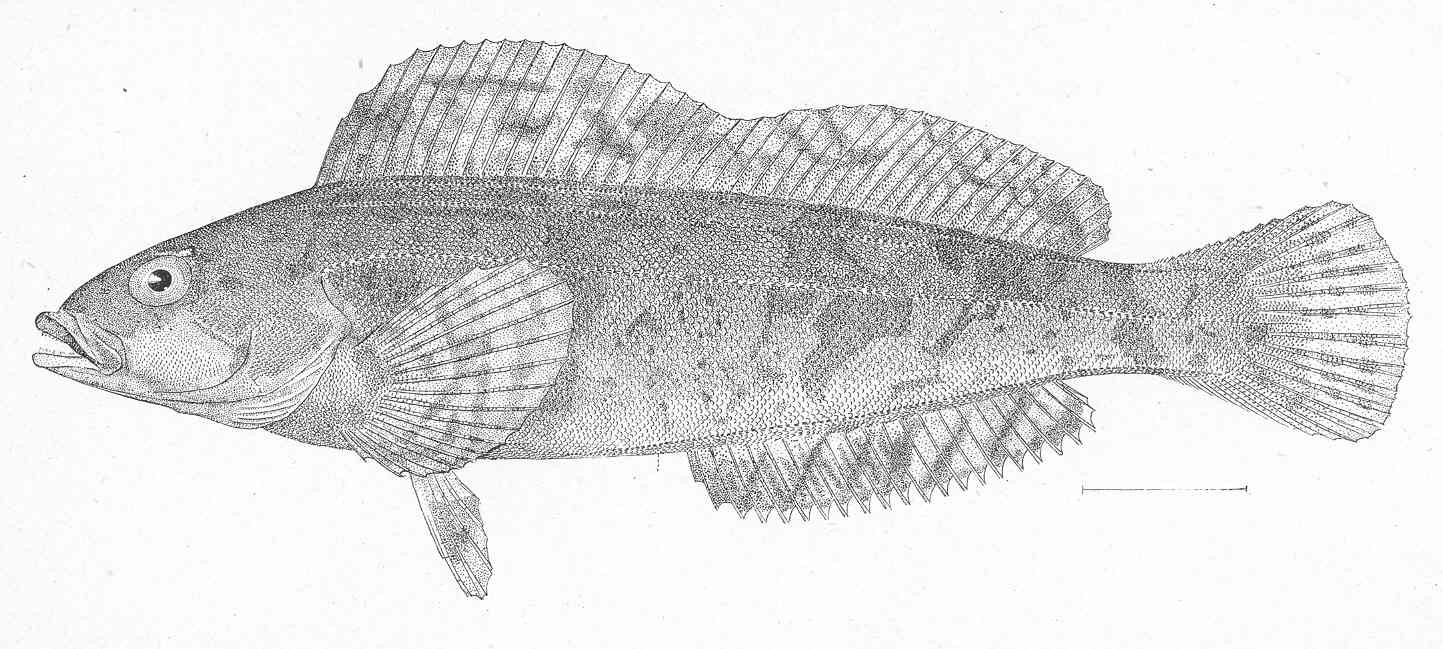
アイナメのタイプ標本の図。
Jordan & Starks (1895) より。

全長30-40センチメートルほどで、60センチメートルを超える個体もある。カサゴ、メバル、カジカなどと同じカサゴ目に分類されるが、アイナメはひれの棘条（とげ）が発達しないこと、背びれが1つに繋がっていること、体高が高いこと、鱗が細かいことなどが特徴である。これらの特徴はクジメやホッケなど、他のアイナメ科の魚にも共通する。
体色は生息地の環境により黄色、赤褐色、紫褐色など様々だが、繁殖期のオスには黄色の婚姻色が現れる。近縁種のクジメとは、尾びれが三角形に角ばっていることで区別できる。また、アイナメの側線は体側中央だけでなく背びれ、腹びれ、尻びれの根もとに計5本もあるが、クジメの側線は体側の1本だけである。

### 分布
南西諸島と太平洋側の一部を除く日本各地の沿岸に生息し、日本以外では朝鮮半島と黄海沿岸にも分布する。

### 生態

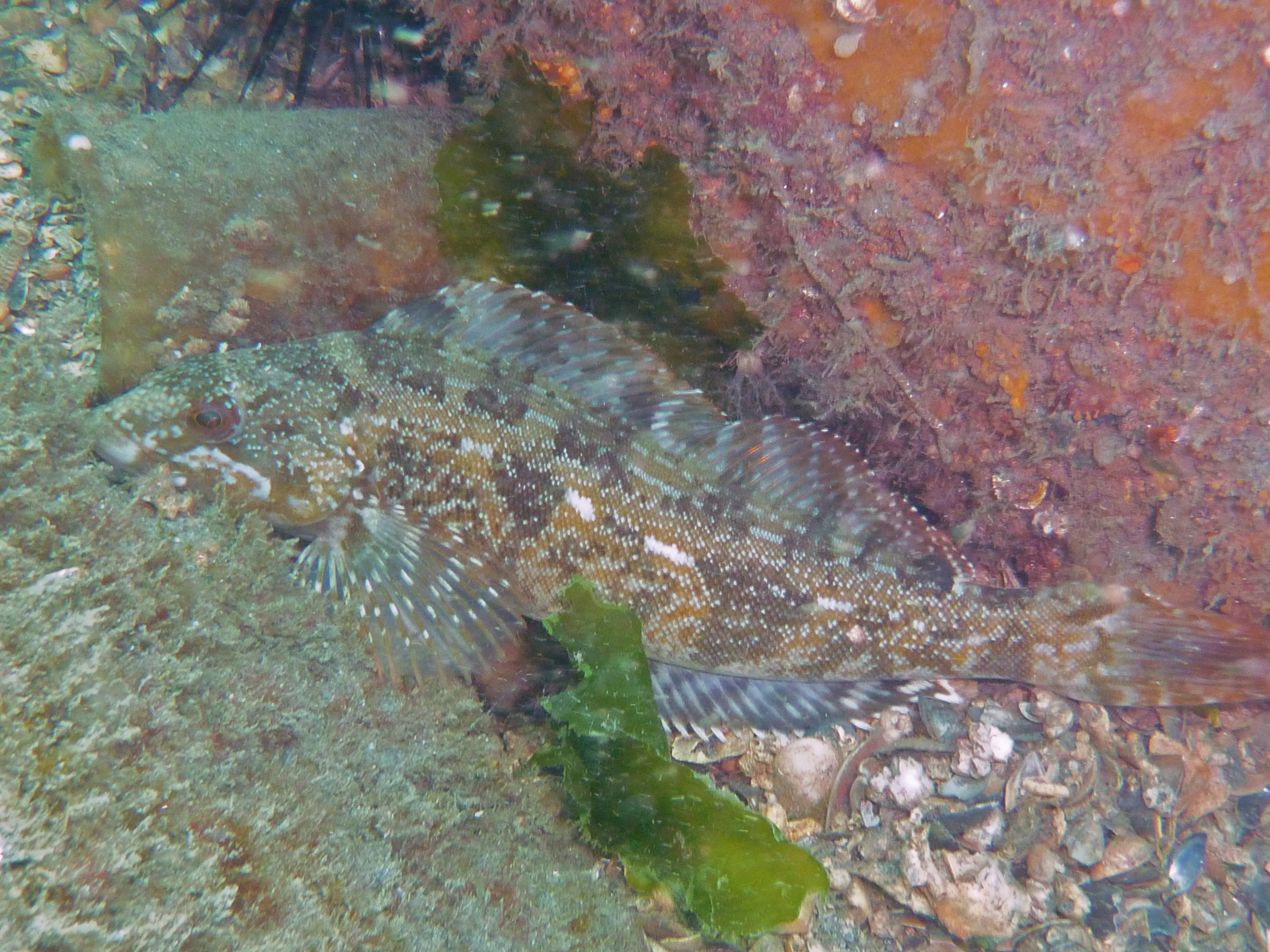
岩陰のアイナメ（浜名湖）

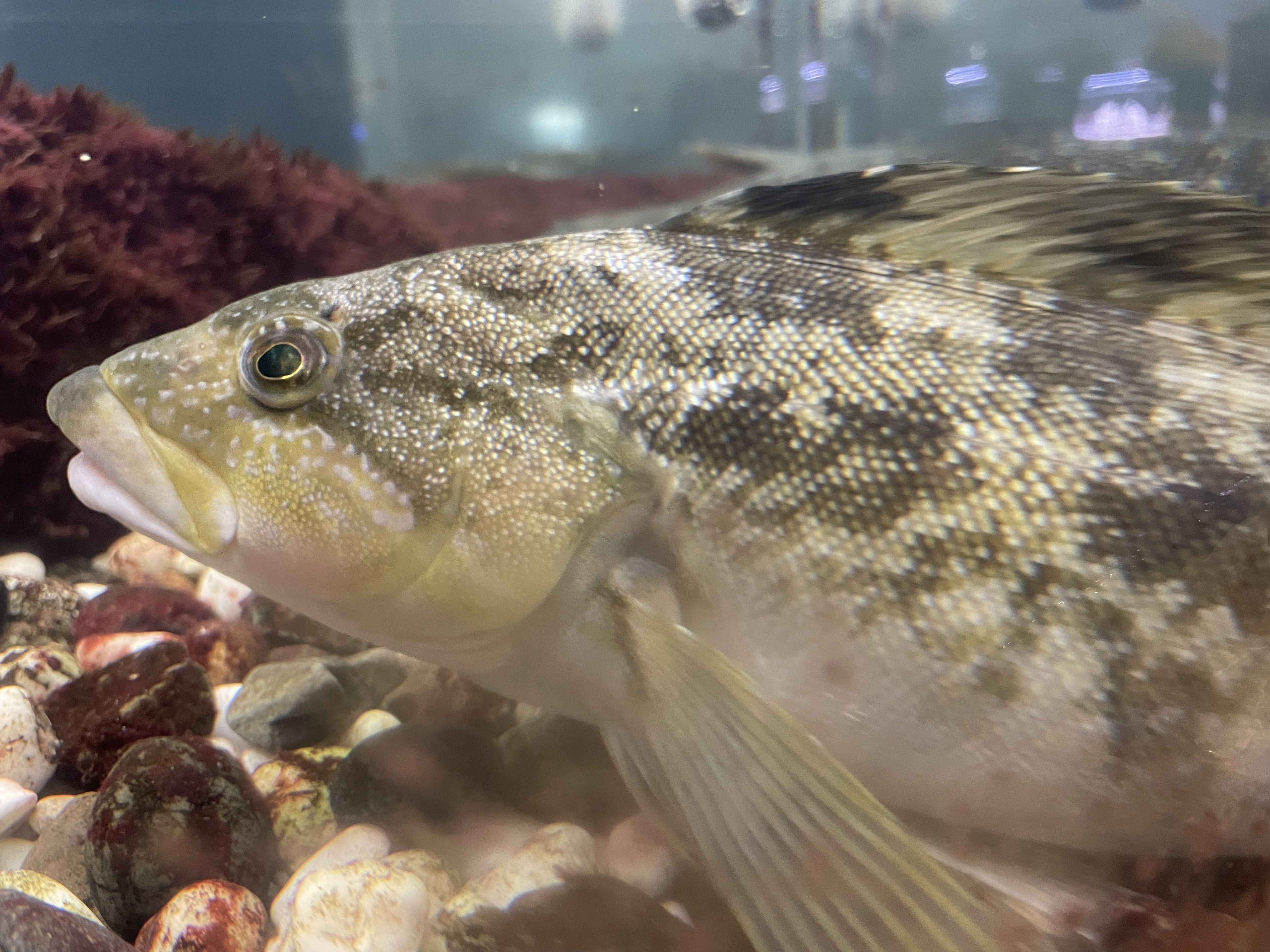
アイナメの頭部

昼行性で、岩礁帯やテトラポッド、防波堤などの陰につき、小魚や甲殻類、多毛類などを捕食する。
産卵期は秋から冬で、オスは岩陰などにメスを誘い込んで産卵させる。オスは巣に次々と複数のメスを誘い込んで産卵させるので、卵は緑褐色や赤紫色の大きな卵塊となる。産卵が終わった後もオスは卵のそばに残り、敵を追い払って卵塊を守る。孵化した稚魚は岩礁の周辺を泳ぎ回りながら成長するが、全長5センチメートルを超えると親魚と同じように底生生活に移る。

## 地方名
アブラコ（北海道、東北）、アブラメ（関西地方）、ネウ（宮城県：根魚の意）、アブラウオ、ツムギ、モミダネウシナイ（広島県：籾種失いの意）、シジョ（新潟県柏崎地方）など。

## 利用

### 漁獲
底引き網、刺し網、籠漁等で捕獲される。防波堤や岩場からの釣り魚としても親しまれる。釣りの場合、「ブラクリ」という特殊な動きをしながら落下する錘を使用することが多い。外道にカサゴなども掛かることも多い。餌にはゴカイ、貝類、エビ、サンマの切り身等が使用される。北海道、関西では投げ釣りの対象魚としても人気が高い。針にかかった際の動きは「首振りダンス」とも呼ばれ、比較的小型の個体でもパワフルな引きが楽しめる。ソフトルアーやルアーを利用した釣りもある。

### 食材
晩秋から春にかけての寒い時期が旬。最盛期は晩秋から冬。
身は脂肪の多い白身であり、そのことから「あぶらめ」とも呼ばれる。季節により寄生虫がいることがあるので刺身などの生食は注意を要するが、適切に処理されていれば問題ない。小骨が多いために骨切りがなされることもある。
刺身、煮付け、から揚げ、潮汁、焼き物、味噌汁、干物、みりん漬け、粕漬けなどで食べられる。